# Youth
Мартин Гловер (англ. Martin Glover, род. 27 декабря 1960 года), более известный под сценическим псевдонимом Youth ― британский продюсер и музыкант, наиболее известный как один из основателей и басист группы Killing Joke. Он также является членом группы The Fireman вместе с Полом Маккартни.

## Юность
Мартин Гловер родился 27 декабря 1960 года в Слау, графство Бакингемшир, Великобритания. Он учился в школе Кингхэм-Хилл в Оксфордшире, где познакомился с Алексом Патерсоном, который стал членом группы Гловера Killing Joke, а позже основателем группы The Orb. Взяв псевдоним Pig Youth в честь регги-певца Big Youth, в 1977 году он присоединился к панк-группе the Rage, которая гастролировала с The Adverts. Позже он присоединился к группе 4 Be 2 и записал с ними сингл «One of the Lads».

## Карьера
Гловер больше всего известен как бас-гитарист в Killing Joke. Он покинул группу в 1982 году и вскоре после этого основал свою собственную коммерчески ориентированную группу Brilliant, которая записала один альбом в 1986 году, а затем распалась.
В 1989 году он основал лейбл WAU! Mr. Modo Recordings. Затем стал делать ремиксы треков для некоторых исполнителей. В начале девяностых годов Гловер сформировала дуэт техно и хаус-музыки Blue Pearl вместе с американской певицей Дургой МакБрум. Они записали несколько хитовых синглов, включая их дебют на голубом виниле «Naked in the Rain», который занял 4-е место в UK Singles Chart, а также стал танцевальным хитом № 5 в США в 1990 году. За ним последовали «Little Brother» и «(Can You) Feel the Passion». Также был выпущен альбом Naked.
В 1994 году Гловер присоединился к Killing Joke, а их альбом Pandemonium был выпущен на его лейбле Butterfly Recordings.
Ему приписывают создание первого лейбла записи психоделического транса Dragonfly Records, а также лейблов Liquid Sound Design и Kamaflage Records. Он хорошо известен на сцене психоделического транса, сотрудничая с Саймоном Посфордом и Солом Дэвисом. Он исполнил как полноценные трансовые, так и чилл-аут диджейские сеты на нескольких вечеринках Return to the Source, а также выпустил альбом Ambient Meditations 3 mix на их лейбле в 2000 году.
Его лейбл Butterfly Records продюсировал таких исполнителей, как Take That, Wet Wet Wet, Том Джонс, The Orb, System 7, Мария Макки и Хезер Нова. Он был сопродюсером альбома The Verve, Urban Hymns и песни Долорес О’Риордан «Are You Listening?». Он также работал, продюсировал и ремикшировал для таких исполнителей, как Кейт Буш, Guns N' Roses, Primal Scream, Embrace, Siouxsie and the Banshees, Gaudi, Art of Noise, Crowded House, Zoe, P. M. Dawn, Yazoo, Erasure, U2, Bananarama, INXS, James и Suns of Arqa.
Он также планировал работать с Duran Duran над их альбомом Reportage.
В 2008 году Youth выпустил альбом Everything’s the Rush группы Delays, This Is Not The World группы The Futureheads и работал над дебютным альбомом американской группы The Daylights. Он является членом группы Transmission. Он также играл на гитаре в нескольких треках на альбоме Heartland 2007 года.
27 октября 2012 года во время Международного фестиваля музыкальных продюсеров и звукорежиссеров SOUNDEDIT Гловер был награжден премией Golden Ear Award.
В 2016 году он получил премию Гильдии музыкальных продюсеров за пожизненные достижения и выпустил альбом Create Christ, Sailor Boy с Дэвидом Тибетом в роли Hypnopazūzu.
В 2017 году он объединился с Гауди для двух совместных релизов. Впоследствии дуэт выпустил двойной альбом Astronaut Alchemists ― Remixes с участием Banco de Gaia, The Orb, Kaya Project, Bombay Dub Orchestra, Kuba, Gabriel Le Mar, Pitch Black, BUS/Gus Till, Vlastur, Deep Fried Dub, The Egg, Jef Stott/Aslan Dub, Onium, Living Light, Sadhu Sensi, DM-Theory и Uncle Fester On Acid.
В 2018 году он записал совместный альбом с Ником Тернером, Pharaohs from Outer Space, который был выпущен 17 августа 2018 года.

## Дискография
| Исполнитель               | Название                                   | Лейбл                     | Примечание                       |
| ------------------------- | ------------------------------------------ | ------------------------- | -------------------------------- |
| Alien Sex Fiend           | Who's Been Sleeping in My Brain            | Anagram Records           | Production                       |
| Art of Noise              | Art of Love                                | China                     | Production/Remix                 |
| Bananarama                | Pop Life                                   | London                    | Production                       |
| Blue Pearl                | Blue Pearl                                 | Big Life                  | Production                       |
| Blue Pearl                | Naked in the Rain                          | Malarky                   | Production                       |
| The Charlatans            | Who We Touch                               | Frinck Recordings         | Production                       |
| Edwyn Collins             | A Girl Like You                            |                           | Remix                            |
| Crowded House             | Together Alone                             | EMI                       | Production                       |
| The Cult                  | She Sells Sanctuary                        | Beggars Banquet Records   | Additional production/mix        |
| Howie Day                 | Stop All the World Now                     | Sony (US)                 | Production                       |
| Dido                      | Don't Think of Me                          | BMG                       | Production                       |
| Drum Club                 | Drums are Dangerous                        | Instinct                  | Production                       |
| Embrace                   | All You Good Good People                   |                           | Production                       |
| Embrace                   | Come Back to What You Know                 | Hut Records               | Production                       |
| Embrace                   | The Good Will Out                          | Independiente             | Production/Mixed                 |
| Embrace                   | Higher Sights                              | Hut                       | Production                       |
| Erasure                   | "Chorus" (single)                          | Mute Records              | Production/Mixed                 |
| Faith No More             | A Small Victory                            | Slash Records             | 12" remix                        |
| FAKE?                     | Switching on X                             | MusicTaste                | Production                       |
| The Fireman               | Strawberries Oceans Ships Forest           | Hydra                     | Writer/Co-producer               |
| The Fireman               | Rushes                                     | Hydra                     | Writer/Co-producer               |
| The Fireman               | Electric Arguments                         | Hydra                     | Writer/Co-producer               |
| The Futureheads           | This Is Not the World                      | Nul Records               | Production                       |
| James                     | Seven                                      | Mercury Records           | Production                       |
| Vanessa-Mae               | The Capulets and The Montagues             |                           | Production/Mix                   |
| Marilyn Manson            | Mobscene                                   | Interscope Records        | Additional production/remix      |
| The Music                 | Come What May                              | Virgin                    | Production                       |
| Heather Nova              | Oyster                                     | Big Life                  | Production                       |
| Heather Nova              | Siren                                      | Sony                      | Production                       |
| Heather Nova              | Pearl                                      | Saltwater                 | Production                       |
| The Orb                   | The Orb's Adventures Beyond the Ultraworld | Island Records            | Co-producer/Co-writer            |
| Бет Ортон                 | Best Bit                                   | Heavenly Recordings       | Production                       |
| P.M. Dawn                 | Set Adrift on Memory Bliss                 | Island                    | Additional production/mix        |
| The Prostitutes           | Deaf to the Call                           | X Production              | Production                       |
| Sam Roberts Band          | Lo-Fantasy                                 | Secret Brain              | Production                       |
| Shack                     | H.M.S. Fable                               | London                    | Production                       |
| Shed Seven                | ’’Instant Pleasures’’                      | BMG                       | Production                       |
| Siouxsie and the Banshees | Kiss Them for Me                           | Wonderland                | 12" remix                        |
| Sonido Vegetal            | Las Bases del Razonamiento                 | Maldito Digital           | Production                       |
| Sonido Vegetal            | Verbena Calavera                           | Octubre (Sony Music)      | Production                       |
| The Sugarcubes            | Vitamin                                    | One Little Indian Records | 12" remix                        |
| Symposium                 | Bury You                                   | Infectious Records        | Production                       |
| Symposium                 | Paint The Stars                            | Infectious Records        | Production                       |
| Tribazik                  | Data Warfare                               | Skyride                   | Mixing and additional production |
| U2                        | Night and Day                              | Island                    | 12" remix                        |
| Vega 4                    | Love Is The Music                          | Taste Media               | Production                       |
| The Verve                 | Bitter Sweet Symphony                      | Hut Records               | Production                       |
| The Verve                 | Lucky Man                                  | Hut Records               | Production                       |
| The Verve                 | Sonnet                                     | Hut Records               | Production                       |
| The Verve                 | Urban Hymns                                | Hut Records               | Co-producer                      |
| Naturists                 | Naked In the Rain                          | Interactive Records       | Co-producer                      |
| Naturists                 | Naturist composition inst                  | Interactive Records       | Co-producer                      |
| Naturists                 | Naked                                      | Interactive Records       | Co-producer                      |